# Damias tenuis
Damias tenuis là một loài bướm đêm thuộc phân họ Arctiinae, họ Erebidae.